# Boule des Moines
De Boule des moines is een Franse kaas. Hij wordt sinds 1920 gemaakt door de monniken van de benedictijner abdij van Sainte Marie de la Pierre qui Vire, de Abbaye de la Pierre-Qui-Vire, in Sens, in het departement Yonne
De kaas zachte kaas, gearomatiseerd met knoflook, bieslook en fijngemalen peper. De kaas wordt gemaakt van verse volle rauwe koemelk.
De kaas wordt vers gegeten, er gaat geen noemenswaardige rijping vooraf aan de verkoop.
Van dezelfde abdij zijn ook de kaas van de Abbaye de la Pierre-Qui-Vire en de Boulette de la Pierre-qui-Vire